# Parkbrug Nellesteinpad
Parkbrug Nellesteinpad (werktitel parkbrug 21C) is een bouwkundig kunstwerk in Amsterdam-Zuidoost.

## Inleiding
Het Nellesteinpad is sinds de inrichting van de K-buurt in Amsterdam Zuidoost een kilometerslang voet- en fietspad dat van noord naar zuid loopt. Ten zuiden van de wijk Kelbergen en flat Kralenbeek stuitte ze sinds de aanleg van de Gaasperdammerweg rond 1980 op een barrière. Van noord naar zuid moest het pad door middel van brug 1179 over de afwateringstocht van de weg getild worden. De kruising met de weg zelf werd geregeld door twee viaducten van Rijkswaterstaat (bruggen 225P).
Toen het besluit werd genomen de Gaasperdammerweg ter plaatse te vervangen door de Gaasperdammertunnel sneuvelden deze drie kunstwerken.

## Brug 1179
De voorganger van deze brug was brug 1179, ontworpen door Dirk Sterenberg van de Dienst der Publieke Werken en te herkennen aan de leuningen bestaande uit dikke houten balken. De brug was bijna tien meter lang en lag op maaiveldniveau. De brug werd tijdens de werkzaamheden voor de tunnel gesloopt.

## Parkbrug Nellesteinpad
De bouw van de tunnel werd verricht onder supervisie van Rijkswaterstaat. In plaats van het Nellesteinpad onder de weg te laten kruisen, moest nu het pad over de tunnel gevoerd worden. Daarbij werd het pad op maaiveldniveau vervangen door een vanuit het noorden (Kelbergen) gezien behoorlijk stijgend pad naar het noordelijk landhoofd toe om vervolgens horizontaal over het water te liggen en aan te sluiten op het dek van de tunnel. In plaats van drie kunstwerken kon volstaan worden met één. De werkzaamheden voor de brug begonnen in oktober 2020 met de paalfundering voor de twee landhoofden en de twee brugpijlers in een tijdelijke zandvlakte. Op die paalfundering van de brugpijlers werd een betonnen plateau gezet, van waaruit twee v-vormige pijlers ontspruiten. De brugdekken werden met hijskranen op de pijlers geplaatst, waarna de onderliggende zandvlakte weer afgegraven werd tot afwateringstocht. Bijna alle onderdelen van de brug waren prefab zodat snel gebouwd kon worden en de brug er in hetzelfde jaar lag. Er moesten toen alleen nog aansluitingen gemaakt worden naar het pad. 
De brug heeft een zusje: Parkbrug Kelbergenpad.